# Guttenbach (Duitsland)
Guttenbach is een plaats in de Duitse gemeente Neckargerach, deelstaat Baden-Württemberg.

## Galerij

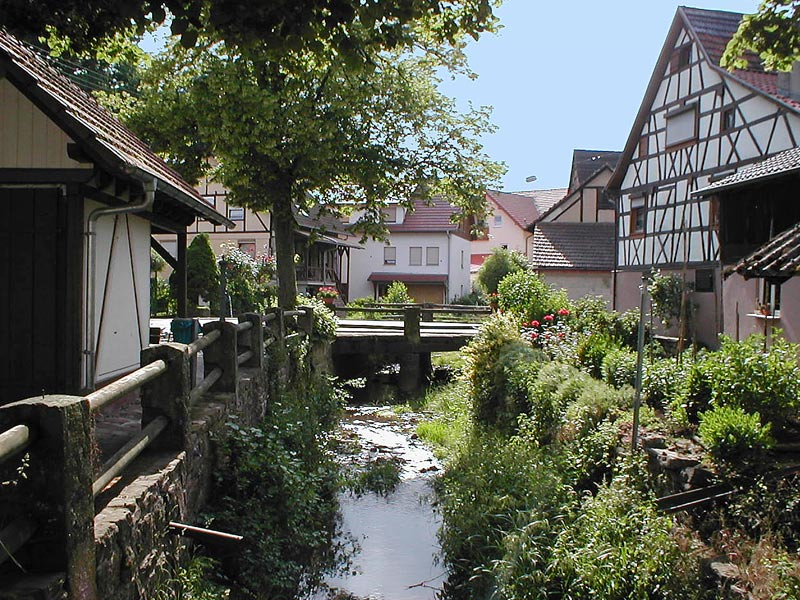
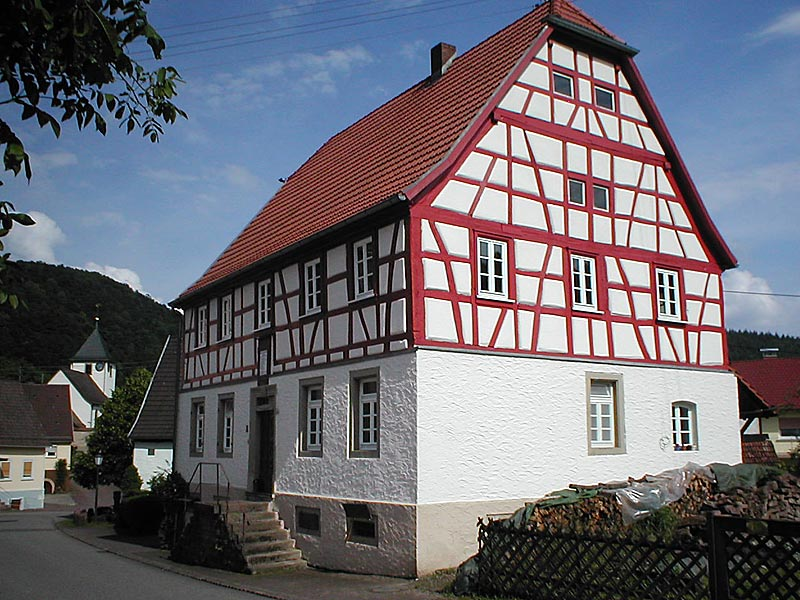
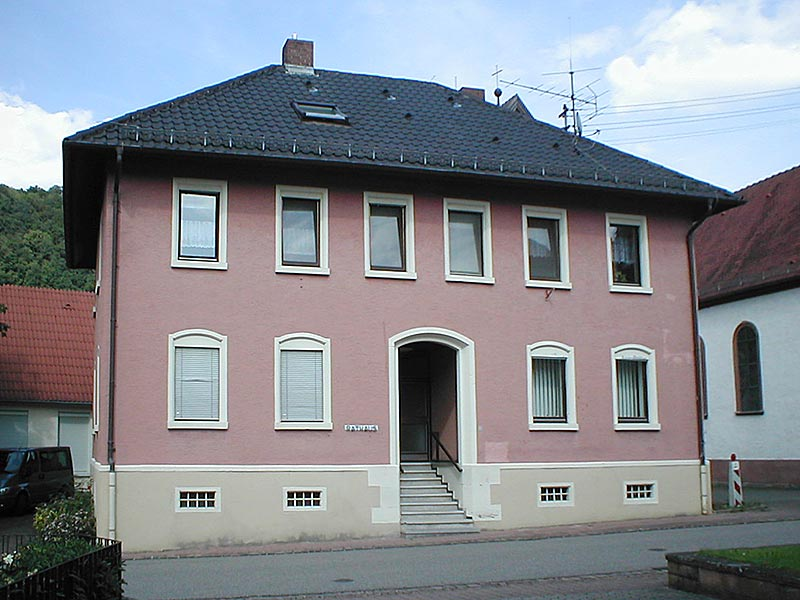
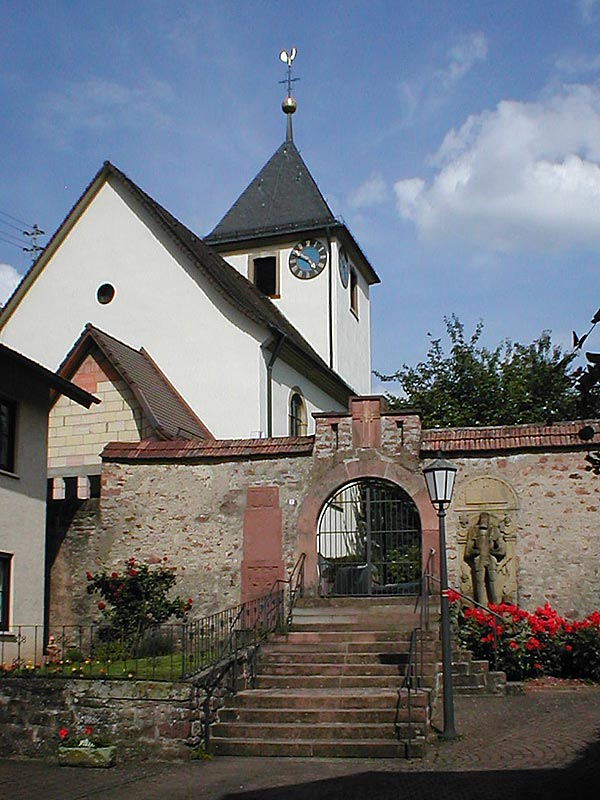
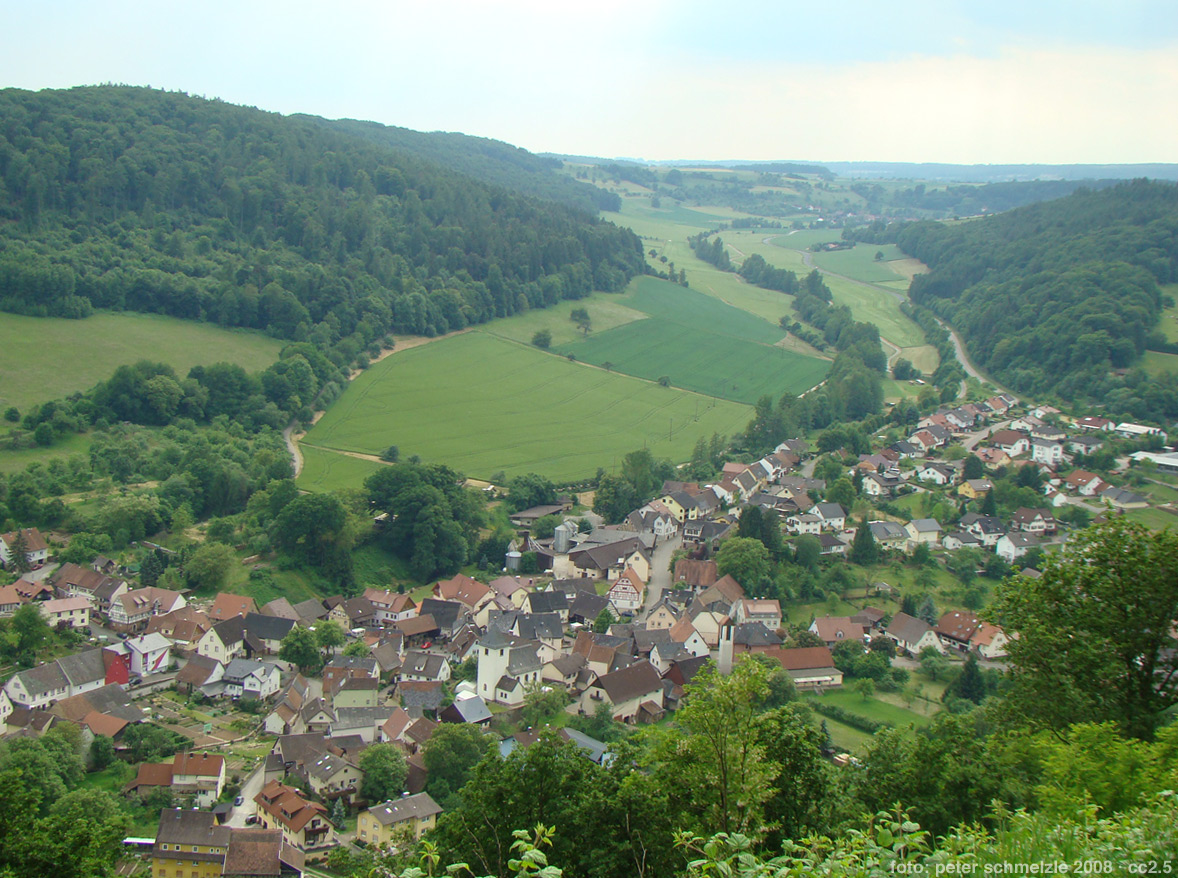